# Barricade (bordspel)

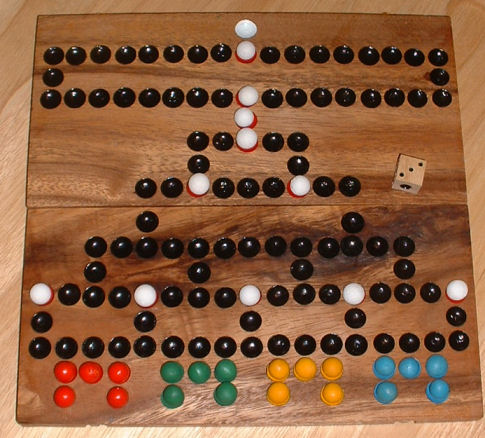
Een moderne versie van Barricade

Barricade (letterlijk: versperring) is een bordspel met eenvoudige spelregels voor 2 tot 4 spelers, een variant op mens-erger-je-niet. Het is een spel van aanval en verdediging, dus strategie maar ook geluk speelt een rol door middel van dobbelstenen.

## Spelbeschrijving
Iedere speler begint met vijf pionnen. De barricaden, die de weg versperren, zijn op bepaalde strategische punten geplaatst, en het doel is deze barricaden uit de weg te ruimen en ten slotte het doel te bereiken. De spelers beginnen allemaal aan één kant, het doel is aan de andere kant. In het veld zijn er twee "flessenhalzen" (bottlenecks) waar men doorheen moet: niet toevalligerwijs is hier aan het begin van het spel een aantal barricaden geplaatst. Spelers kunnen elkaar, net zoals bij mens-erger-je-niet, slaan. Ze kunnen ook barricaden slaan, die in dat geval op een willekeurige plaats mogen worden herplaatst, behalve op de eerste en tweede rij. Het is de kunst om op deze manier zelf de barricaden uit de weg te ruimen en dezen zo te plaatsen dat ze de tegenstanders optimaal hinderen. Wie het eerst één pion op het doel krijgt, heeft gewonnen.

## Spelmateriaal
- 20 speelfiguren in 4 kleuren
- 11 barricaden
- 1 dobbelsteen
- 1 speelbord
- 1 spelregel

## Uitvoeringen
Tegenwoordig is het barricadespel ook te verkrijgen in een SpongeBob SquarePants uitvoering of op basis van Disneyfiguren. Ook is er een variant voor 5 of 6 spelers.